# Little Miss Nobody (film 1917)
Little Miss Nobody è un film muto del 1917 diretto da Harry F. Millarde.

## Produzione
Il film fu prodotto dall'Universal Film Manufacturing Company sotto il nome di Bluebird Photoplays.

## Distribuzione
Il copyright del film, richiesto dalla Bluebird Photoplays, Inc., fu registrato il 10 aprile 1917 con il numero LP10541. Distribuito dall'Universal Film Manufacturing Company, il film uscì nelle sale cinematografiche USA il 7 maggio 1917.